# Mordellochroa pulchella
Mordellochroa pulchella is een keversoort uit de familie van de spartelkevers (Mordellidae). De wetenschappelijke naam van de soort is voor het eerst geldig gepubliceerd in 1859 door Mulsant & Rey.